# Anna Maria Martinozzi

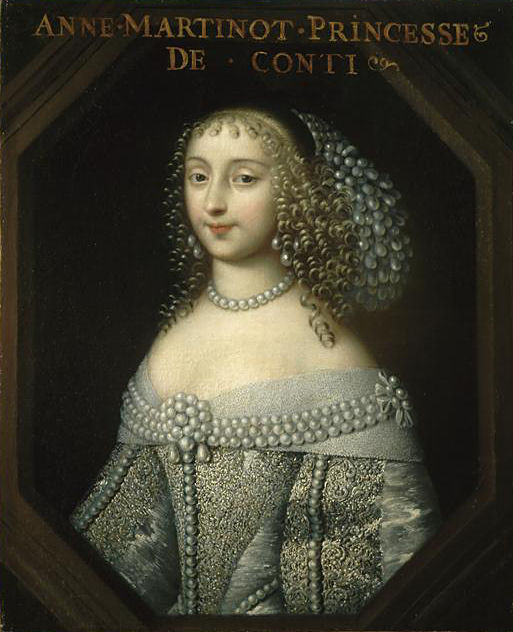
Zeitgenössisches Porträt Anna Maria Martinozzis

Anna Maria Martinozzi (französisch Anne Marie Martinozzi; * 1637 in Rom; † 4. Februar 1672 in Paris) war eine der sogenannten Mazarinetten (französisch Mazarinettes) und wurde durch Heirat mit Armand de Bourbon, Fürstin von Conti.

## Leben

### Kindheit und Jugend
Anna Maria kam 1637 als Tochter des italienischen Adligen Geronimo Martinozzi, Markgraf von Fano und Majordomus des Kardinals Francesco Barberini, sowie seiner Frau Laura Margeritha Mazarini, der älteren Schwester Jules Mazarins, in Rom zur Welt. Sie war somit Nichte des mächtigen französischen Ersten Ministers, der sie im Alter von zehn Jahren gemeinsam mit ihren Cousinen Laura und Olympia Mancini sowie ihrem Cousin Michele Paolo Mancini nach Frankreich holte.
Nachdem sie 1647 in Paris angekommen war, erhielt sie schnell den Beinamen Wunder mit den blonden Haaren (französisch merveille aux cheveux blonds), denn sie unterschied sich durch ihre Haarfarbe von ihren brünetten Cousinen und versprach schon in jungen Jahren, eine Schönheit zu werden. Sie wurde auf Geheiß der Königinmutter Anna von Österreich zunächst gemeinsam mit dem noch unmündigen französischen König Ludwig XIV. und seinem jüngeren Bruder Philippe im Palais Royal erzogen, wechselte später aber in ein Kloster.
Mazarin arrangierte für sie zunächst eine Heirat mit dem Erbprinzen des Hauses Épernon, Nogaret de La Valette, duc de Candale, doch der wollte noch einige Zeit seine Freiheit genießen, sodass die Hochzeit der beiden auf sich warten ließ. Selbst als Anna Marias Ausbildung 1653 beendet war und sie aus dem Kloster an den französischen Hof nach Paris zurückkehrte, zeigte ihr Verlobter noch keine Neigung, sein Heiratsversprechen wahr zu machen, und so rückte Armand de Bourbon, Fürst von Conti, als Heiratskandidat nach. Er hatte als Bruder des großen Condé während der Fronde eine große Rolle als Gegner Mazarins gespielt und sah in der Heirat die Chance, sich mit dem Kardinal auszusöhnen sowie durch ihn seine hohen Schulden tilgen zu lassen. Der Prinz von Geblüt führte die Verhandlungen im Vorfeld nicht selber, sondern ließ sich durch den Dichter Jean-François Sarrasin, der Conti als Sekretär diente, vertreten. Dessen Herrn war es nach eigenem Bekunden völlig gleich, welche der Nichten Mazarins er zu Frau nähme, „er heirate den Kardinal, nicht die Frau.“ Der Herzog von Candal trat seine Rechte großzügig an den Fürsten ab, sodass einer Eheschließung Anna Marias mit ihm nichts mehr im Wege stand. Daniel de Cosnac, einer der Vertrauten der Contis, berichtete jedoch später in seinen Memoiren, dass die Nichte Mazarins – so denn sie gefragt worden wäre – ihre Zustimmung zu diesem Tausch nicht gegeben hätte.

### Fürstin von Conti
Da Anna Maria jedoch erst gar nicht nach ihrer Meinung gefragt wurde, fand die Unterzeichnung des Ehevertrags am 21. Februar 1654 im Louvre statt. Noch am gleichen Abend wurde dort auch die Verlobung gefeiert. Am darauf folgenden Tag, dem 22. Februar, wurden die beiden frisch Verlobten durch den Erzbischof von Bourges, Anne de Lévis de Ventadour, in der Kapelle der Königin im Louvre getraut. Neben der Braut erhielt der Fürst von Conti obendrauf die Statthalterschaft von Guyenne und den Befehl über die französische Armee in Katalonien.
1657 wurde sie zur Surintendante de la Maison de la Reine ernannt, sie hatte das Amt bis 1666 inne.
Anna Maria Martinozzi wurde von vielen Zeitgenossen, darunter zum Beispiel Madame de Motteville, wegen ihrer Schönheit und ihres sanften Charakters gerühmt, der mit viel Geist und Verstand gepaart gewesen sei. Darüber hinaus erwies sie sich als äußerst hilfsbereit, als es darum ging, ihrem Vertrauten Daniel de Cosnac durch Fürsprache bei ihrem einflussreichen Onkel, den freigewordenen Bischofssitz von Valence zu sichern. Nachdem sie wider Erwarten von einer schlimmen Krankheit genesen war, ging eine große Sinnesänderung in ihr vor. Die ehemals lebenslustige und genussfreudige junge Frau wurde überzeugte Jansenitin, schwor allem Luxus ab und machte sich fortan als Wohltäterin verdient. So verkaufte sie beispielsweise im Hungerjahr 1662 den wenigen ihr noch verbliebenen Schmuck, um mit diesem Erlös Armenspeisungen zu finanzieren.
Als sie 1666 Witwe wurde, ging sie trotz ihres jungen Alters von 29 Jahren keine neue Ehe ein, sondern widmete sich ganz der Erziehung ihrer beiden Söhne sowie der Mildtätigkeit.
Mit 35 Jahren erlitt Anna Maria einen Schlaganfall und fiel daraufhin in eine tiefe Ohnmacht. Madame de Sévigné beschrieb in einem ihrer Briefe das Aussehen der Fürstin, nachdem man versucht hatte, sie durch das Ausbrechen von zwei Zähnen und dem Verbrennen der Kopfhaut aus der Ohnmacht zu holen. Doch alle Bemühungen waren vergebens. Anna Maria Martinozzi starb am 4. Februar 1672 um vier Uhr morgens in ihrem Pariser Hôtel de Conti, ohne das Bewusstsein noch einmal erlangt zu haben. Sie wurde am 6. Februar in der Kirche Saint-André-des-Arcs beigesetzt, während ihr Herz bei den Karmelitern in der Rue Saint-Jacques und ihre Eingeweide im Kloster von Port Royal des Champs ihre letzte Ruhe fanden.
Testamentarisch hatte sie ihre Schwägerin Anne Geneviève de Bourbon-Condé, Herzogin von Longueville, zur Erzieherin und ihren Schwager Louis II. de Bourbon, prince de Condé, zum Vormund ihrer Kinder bestellt. Den Großteil ihrer Hinterlassenschaft erhielten die Armen und ihre Dienerschaft.

## Nachkommen
Anna Maria Martinozzi hatte drei gemeinsame Kinder mit Armand der Bourbon, von denen zwei das Erwachsenenalter erreichten:
- Louis, Fürst von La Roche-sur-Yon (*/† 1658)
- Louis Armand (1661–1685), Fürst von Conti, ⚭ 1680 Marie Anne de Bourbon, Tochter Ludwigs XIV. und seiner offiziellen Mätresse Louise de La Vallière
- François Louis (1664–1709), der große Conti, Fürst von Conti, ⚭ 1688 Marie Thérèse de Bourbon-Condé